# Kaple (instituce)
Kaple byla od období Karlovců na královském dvoře ústřední duchovní instituce, ze které se posléze vyvinula panovnická kancelář.

## Charakteristika
Kaple byla prvním a zpočátku jediným správním úřadem ve Franské říši. Podle jejího vzoru vznikaly kaple (kanceláře) také na dvorech knížat, případně u biskupů.
Členy kaple byli všichni duchovní působící u dvora a plnící jak církevní, tak i světské úkoly. Konali mše, udělovali svátosti pro příslušníky dvora. Označení kaple a z něho odvozeného kaplan vzniklo z latinského slova cappa nebo capella, neboli plášť. Jednalo se o relikvii sv. Martina, jejíž uchovávání bylo jedním z úkolů dvorních kleriků.
V administrativní oblasti byli kaplané zadpovědni rovněž za vyřizování veškeré písemné agendy, neboť jako duchovní byli jedinými gramotnými osobami v okruhu panovníka, tj. vyhotovováním listin a kapitulářů. Kaple byla centrálním správním orgánem říše, nicméně reálný výkon správy ležel v rukou vládce.
Ve Východofranské říši v čele kaple stál od doby vlády Ludvíka Němce arcikaplan. Prvním arcikaplanem byl řezenský biskup Baturich († 847).
Když došlo k postupnému přetvoření kaple na královskou kancelář, začal se její představitel nazývat arcikancléřem. Ve Francouzském království, které navázalo na Západofranskou říši, vedl vývoj k titulu kancléře Francie (Chancelier de France), který zastávali rozliční biskupové a arcibiskupové. Ve Východofranské říši a její nástupkyni Svaté říši římské byl vývoj odlišný. Zde byl arcikancléřem mohučský arcibiskup, který musel v roce 870 z rozhodnutí Oty I. část svých pravomocí předat kolínskému a trevírskému arcibiskupovi. Tímto se vyvinuly tři úřady, které v rámci říše spravovaly agendu německých zemí – Archicancellarius per Germaniam (Mohuč), říšské Itálie – Archicancellarius per Italiam (Kolín) a Burgundska – Archicancellarius per Galliam (Trevír).
Kvůli časté nepřítomnosti arcikancléře u královského dvora se funkce samotných říšských kancléřů oddělila od fungování samotné kanceláře (vydávání listin) a arcikancléř se stal jedním z významných rádců císaře.
Ve středověkých Čechách došlo k přerodu z kaple na kancelář, případně vyčlenění části jejích členů do samostatné instituce pravděpodobně za panování Vratislava II. (1061–1092). V Praze stáli v jejím čele duchovní z pražské a vyšehradské kapituly.